# Joyce Cary
Pour les articles homonymes, voir Cary.
Arthur Joyce Lunel Cary, né à Londonderry, le 7 décembre 1888 et mort le 29 mars 1957 à Oxford, est un romancier britannique.

## Biographie
Joyce Cary naît à Londonderry, en Irlande, en 1888, dans une famille de propriétaires terriens anglo-irlandais, « planteurs » dans la péninsule d'Inishowen, sur la rive ouest du Lough Foyle, sur la côte nord du comté de Donegal, depuis les premières années de la plantation d'Ulster au début du XVIIe siècle. Cependant, sa famille perd ses propriétés d'Inishowen après l'adoption du second Land Act en 1881. La famille se disperse alors, pour la plupart d'entre eux, en Angleterre. Son père, Arthur Pitt Chambers Cary, est ingénieur et sa mère, Charlotte Louisa Joyce, est la fille d'un banquier de Londonderry. Son père s'est installé à Londres dès 1884. Il avait fait la connaissance de sa future épouse avant de quitter l'Irlande, et le couple, marié en août 1887, vit dans le sud de Londres. Joyce Cary naît chez ses grands-parents maternels, à Londonderry. 
Durant son enfance, Joyce Cary passe ses vacances chez sa grand-mère en Irlande et à Cromwell House en Angleterre, comme il le relate dans ses mémoires romancés A House of Children (1941) et le roman Castle Corner (1938) qui évoque Cary Castle, l'une des propriétés perdues de sa famille à Inishowen. Sa mère meurt en octobre 1898 d'une pneumonie et son père se remarie. Cary fait ses études secondaires à Hurstleigh, Tunbridge Wells, puis au Clifton College à Bristol. 
En 1906, déterminé à être artiste, Cary se rend à Paris. Découvrant qu'il avait besoin d'une formation plus technique, il fait des études d'art au Edinburgh College of Art de 1907 à 1909, puis décide de se consacrer à la littérature, Il publie un volume de poèmes à compte d'auteur, puis s'inscrit en droit au Trinity College d'Oxford. Il obtient son diplôme en 1912.
En 1912, Cary sert comme officier de la Croix-Rouge  pendant les guerres des Balkans. Il relate cette expérience dans le livre publié à titre posthume Memoir of the Bobotes (1964).
Il souhaite se marier avec Gertrude Ogilvie, sœur de son ami Heneage Ogilvie, et pour obtenir une situation stable, il postule pour servir au Nigeria et prend ses fonctions en mai 1914. Lorsque la Première Guerre mondiale éclate, il combat au Kamerun, période de sa vie qu'il relate dans une nouvelle intitulée Umaru (1921). Il est blessé en 1916 et rapatrié en Angleterre pour effectuer sa convalescence en Angleterre. Il se marie avec Gertrude en juin 1916, avant de repartir dès le mois d'août au Nigeria.
Il rentre définitivement en Angleterre en 1920, et publie sous le pseudonyme de Thomas Joyce des récits africains dans le magazine américain Saturday Evening Post. Il s'installe alors à Oxford avec sa famille. L'un de ses fils, Tristram Cary est compositeur, et Michael Cary est haut fonctionnaire.

## Dans les années 1930
En 1932, Cary publie Aissa Saved, un roman qui s'inspirait de son expérience nigériane, puis An American Visitor (1933), The African Witch  (1936), Mister Johnson (1939), Power in Men (1939), Mister Johnson (1939), Charley Is My Darling (1940). A House of Children (1941) remporte le prix James Tait Black du roman.
Cary examine les changements historiques et sociaux en Angleterre au cours de sa propre vie. La première trilogie comprend (Herself Surprised (1941), To Be a Pilgrim (1942), et The Horse's Mouth (1944). Son témoignage, The Case for African Freedom (1941), suscite un certain intérêt, et le réalisateur Thorold Dickinson lui propose d'être consultant pour un projet de film réalisé en Afrique, en 1943, Men of Two Worlds. Il publie The Moonlight (1946), puis A Fearful Joy (1949).
Il prépare une deuxième trilogie, avec Prisoner of Grace (1952), Except the Lord (1953), et Not Honor More (1955). Il tombe malade en 1952, et meurt en 1957. Son dernier livre, The Captive and the Free (1959) est inachevé à sa mort le 29 mars 1957, à l'âge de 68 ans.